# Plumatella fruticosa
Plumatella fruticosa is een mosdiertjessoort uit de familie van de Plumatellidae. De wetenschappelijke naam van de soort is voor het eerst geldig gepubliceerd in 1844 door Allmann.